# Studebaker Golden Hawk
Studebaker Golden Hawk – samochód sportowy amerykańskiej marki Studebaker produkowany w latach 1955–1958, z pięciomiejscowym nadwoziem hardtop coupé. Wyprodukowano ponad 8 tysięcy sztuk, w ramach trzech lat modelowych, od 1956 do 1958. W okresie produkcji stanowił sztandarowy model marki Studebaker. Napędzany był silnikami w układzie V8 o mocy 275 KM – początkowo o pojemności 5,8 l, a następnie 4,7 l ze sprężarką.

## Historia

### Model 1956

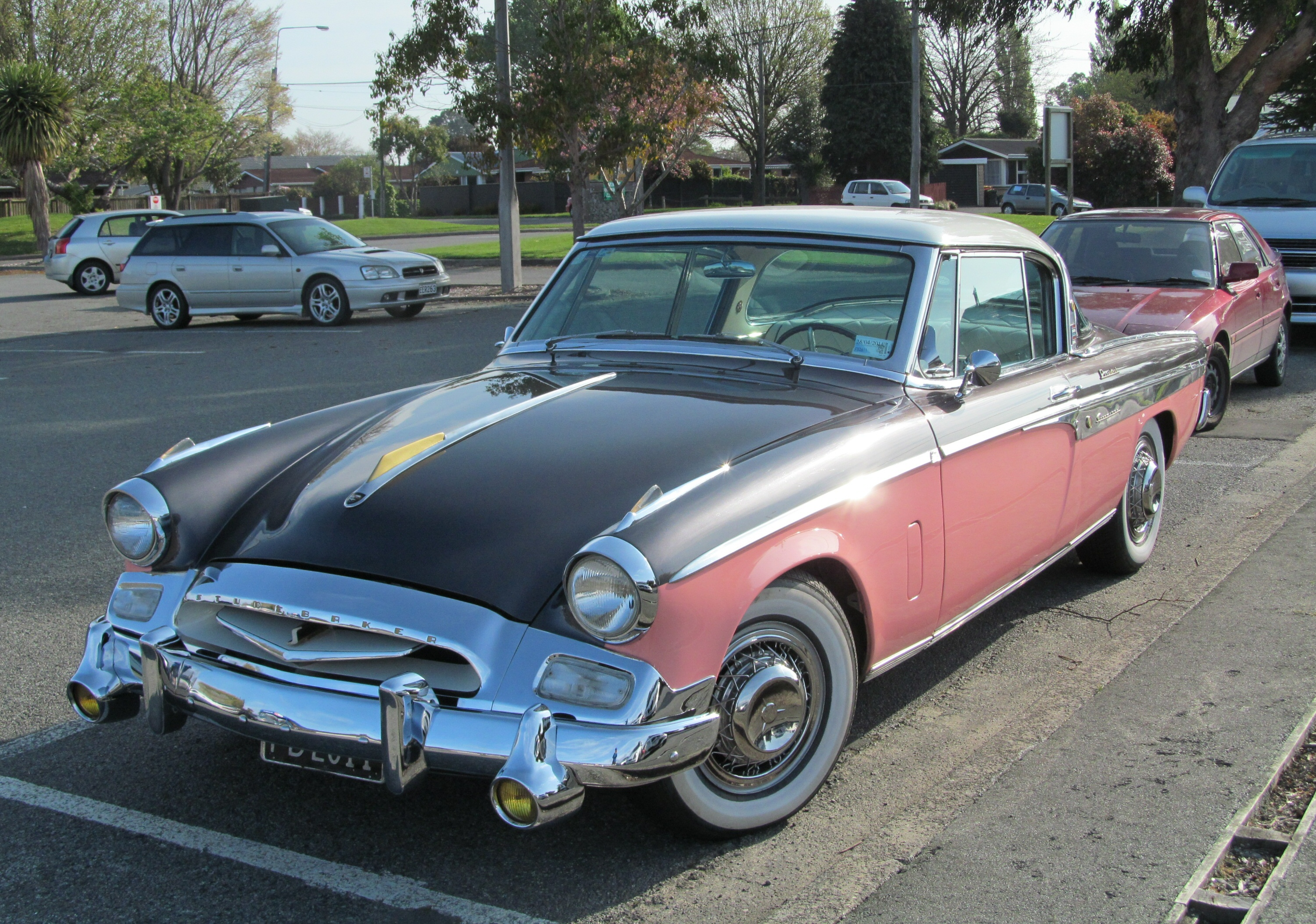
Poprzednik Golden Hawka – 1955 Studebaker President Speedster

W 1953 roku firma Studebaker wprowadziła nową linię samochodów o nowoczesnych, opływowych, niskich nadwoziach; innych od dominujących wówczas na rynku amerykańskim i porównywanych do samochodów europejskich. Autorem ich stylistyki był Robert Bourke ze studia Raymonda Loewy′ego. Produkowane wówczas modele osobowe Champion i Commander miały też swoje odmiany o charakterze sportowym z nadwoziami hardtop i coupé, w kilku wersjach wyposażenia. Cechą szczególną ich stylistyki była maska łagodnie opadająca pomiędzy błotnikami do zderzaka przedniego, nad którym znajdowały się dwa podłużne wloty powietrza. Od roku modelowego 1956, debiutującego w listopadzie 1955 roku, modele sportowe zostały przestylizowane i wydzielone jako osobna seria, otrzymując nazwę Hawk (jastrząb) z  dodatkowymi określeniami (od najtańszego: Flight Hawk w miejsce Champion DeLuxe coupe, Power Hawk w miejsce Commander DeLuxe coupe, Sky Hawk w miejsce President State hardtop i Golden Hawk w miejsce President Speedster hardtop). 
Golden Hawk (pol. złoty jastrząb) stał się sztandarowym i najdroższym modelem Studebakera przez cały okres swojej produkcji. Występował tylko z dwudrzwiowym pięciomiejscowym nadwoziem hardtop coupé. W materiałach reklamowych przedstawiany był jako połączenie samochodu sportowego i rodzinnego, z wygodnymi miejscami dla pięciu osób. Zasadniczą zmianą w stosunku do poprzednika był znacznie mocniejszy, zaadaptowany dzięki połączeniu obu firm nowoczesny silnik V8 Packarda. Wszystkie modele z serii Hawk otrzymały też przestylizowaną przednią część w stosunku do oryginalnego projektu: centralna część maski została podniesiona i otrzymała z przodu atrapę chłodnicy o kształcie zbliżonym do trapezowego, rozszerzającego się u góry, pokrytą chromowaną kratką. Po jej bokach nad zderzakiem były dwa dodatkowe podłużne chromowane wloty powietrza, nawiązujące do pierwotnej stylistyki z 1953 roku. Między centralną podniesioną częścią a wystającymi pojedynczymi reflektorami na przedłużeniu błotników, maska nadal łagodnie opadała, dochodząc do wlotów powietrza. Dodatkowo na górze wystającej części maski był mały ozdobny chwyt powietrza. Nad błotnikami przednimi były wolno stojące światła parkingowe – kierunkowskazy, w opływowych chromowanych obudowach. Modele z nadwoziem hardtop coupé – Golden Hawk i Sky Hawk, otrzymały ozdobne imitacje wlotów powietrza na tylnych błotnikach. W odróżnieniu od pozostałych modeli, Golden Hawk otrzymał też niewielkie płetwy z tyłu, o poziomej górnej krawędzi, ostro zakończone. Od Sky Hawka Golden Hawk różnił się poza tym mocniejszym silnikiem, lepszym wykończeniem, w tym  ozdobną listwą ochronną na dolnej krawędzi boku i ozdobnymi obramowaniami wnęk błotników, a nadto nadwoziem niższym o około 5 cm. Samochody otrzymały też nową tablicę przyrządów, na panelu z blachy nierdzewnej. Tapicerka w Golden Hawku była opcjonalnie w całości winylowa lub winylowo-tkaninowa. Golden Hawk nie miał bezpośrednich odpowiedników na rynku amerykańskim, będąc pięciomiejscowym coupé o bardziej sportowym nadwoziu i charakterze, niż dominujące na rynku – w materiałach reklamowych podkreślano szczególnie nisko położony środek ciężkości i w efekcie dobre trzymanie się drogi samochodów całej serii Hawk.
Napęd Golden Hawka stanowił benzynowy silnik V8 OHV Skypower o pojemności 352 cali sześciennych (5,8 l), z gaźnikiem czterogardzielowym, rozwijający moc brutto 275 KM. Stanowił on najmocniejszy silnik w gamie Studebakera, napędzający tylko ten model. Dzięki dużej mocy i umiarkowanej masie Golden Hawk był trzecim samochodem amerykańskim w tym roku pod względem stosunku mocy do masy. Napęd przenoszony był przez trzybiegową skrzynię manualną lub opcjonalnie skrzynię automatyczną Ultramatic Packarda (za dopłatą 100 dolarów). Opony o rozmiarze 7,10×15 miały standardowo białe ozdobne ścianki. Od tego roku Studebakery miały instalację elektryczną o napięciu 12 V.
Wyprodukowano od listopada 1955 roku na rynek amerykański 4071 samochodów Golden Hawk z 1956 rocznika, a cena bazowa wynosiła 3061 dolarów. Była ona niższa od poprzednika President Speedster (3253 dolarów), który jednak miał bogate wyposażenie fabryczne, natomiast w Golden Hawku w wyposażeniu standardowym był tylko zegar elektryczny, a pozostałe opcje dostępne były za dopłatą (m.in. radio, wspomaganie kierownicy i hamulców, elektrycznie opuszczane szyby i regulowane siedzenia przednie). Produkowano je w zakładach w Los Angeles i South Bend. Nadwozie miało kod fabryczny 56J-K7.

### Model 1957
Na 1957 rok samochód został nieznacznie przestylizowany – główną zmianą były powiększone zgodnie z modą płetwy tylne, wklęsłe po bokach. Pozostałe tańsze modele z linii Hawk zostały natomiast zastąpione przez jeden model coupé Silver Hawk. Golden Hawk pozostał jedynym modelem z nadwoziem hardtop, a z przodu odróżniał się dodanymi w bocznych wlotach powietrza trzema chromowanymi listwami na dolnych ściankach wlotów.
Zasadnicze zmiany zaszły w napędzie, z uwagi na zakończenie produkcji własnych silników Packarda. Golden Hawk otrzymał znany już z poprzednich modeli mniejszy silnik Studebakera V8 OHV Sweepstakes o pojemności 289 cali sześciennych (4,7 l), lecz nowo wyposażony w sprężarkę Jet Stream firmy McCulloch i osiągający dzięki temu taką samą moc 275 KM. Silniki z doładowaniem były wówczas rzadkością wśród producentów amerykańskich – Golden Hawk był drugim amerykańskim powojennym samochodem, lub piątym amerykańskim w ogóle wyposażonym standardowo w sprężarkę. Był to nadal najmocniejszy silnik w gamie marki, stosowany też w tegorocznych samochodach Packard Clipper. Standardowo była stosowana trzybiegowa skrzynia mechaniczna z nadbiegiem, a za dopłatą 89$ była dostępna skrzynia automatyczna Flight-O-Matic. Opony nadal miały rozmiar 7,10×15. Samochód był oceniany jako nieco szybszy od poprzedniego modelu – według testów drogowych, przyspieszenie do 60 mph (96 km/h) zajmowało 8,8 sekundy ze skrzynią automatyczną, a rozwinięta prędkość maksymalna wynosiła 122,7 mph (197 km/h), przy czym możliwe były lepsze osiągi.
Samochody Golden Hawk modelu 1957 produkowano od listopada 1956 roku i powstało ich 3400. Nadwozie miało kod fabryczny 57H-K7. Produkcja samochodów Studebakera została ograniczona od tego roku do zakładów w South Bend.

### Model 1958
Na ostatni 1958 rok zmiany stylistki były minimalne, ograniczające się do wprowadzenia kratek w bocznych wlotach powietrza, o wzorze podobnym do głównej centralnej atrapy chłodnicy. Napęd pozostał taki sam, natomiast rozmiar opon zmieniono na 8×14.
Samochody tego modelu produkowano od października 1957 roku, z kodem fabrycznym 58H-K7. Cena bazowa wynosiła 3282 dolary. Sprzedano ich na rynek amerykański tylko 878 – o prawie 80% mniej, niż poprzednio, chociaż należy zaznaczyć, że sprzedaż większości samochodów w tym roku w USA była zmniejszona z uwagi na recesję. W tym roku zadebiutował jednak czteromiejscowy model Forda Thunderbirda, który miał bardziej luksusowy wizerunek i pomimo nieco wyższej ceny, osiągał wielokrotnie lepsze wyniki sprzedaży. Golden Hawk otrzymał też wewnątrzkoncernową konkurencję w postaci droższego bliźniaczego modelu Packard Hawk z takim samym silnikiem, który nie zyskał jednak takiej popularności. Był to ostatni rok produkcji Golden Hawka, po czym w ofercie pozostał jedynie tańszy model coupé Silver Hawk, z niedoładowanym silnikiem (przemianowany po kolejnym roku na Studebaker Hawk).
Obecnie samochód ma status klasyka i na rynku kolekcjonerskim jest najdroższym powojennym Studebakerem – w 2021 roku cena Golden Hawka w dobrym stanie wynosiła ok. 26 tysięcy, a w doskonałym 58 tysięcy dolarów.

## Dane techniczne

### Model 1956
Napęd:
- Silnik: gaźnikowy Skypower V8, OHV, chłodzony cieczą, umieszczony podłużnie z przodu, napędzający koła tylne
- Pojemność skokowa: 352 cali sześciennych (ok. 5768 cm³)[18]
- Średnica cylindra × skok tłoka: 4" × 3½" (101,6 × 88,9 mm)[19]
- Moc maksymalna (brutto): 275 KM (202 kW)[18][c]
- Maksymalny moment obrotowy: 380 stopofuntów (515 Nm) przy 2800 obr/min[19]
- Stopień sprężania: 9,5:1[18]
- Gaźnik: czterogardzielowy[18]
- Skrzynia przekładniowa: manualna 3-biegowa, opcjonalnie automatyczna Ultramatic[18]

### Model 1957 i 1958
Napęd:
- Silnik: gaźnikowy Sweepstakes z doładowaniem sprężarką, V8, OHV, chłodzony cieczą, umieszczony podłużnie z przodu, napędzający koła tylne[20]
- Pojemność skokowa: 289 cali sześciennych (ok. 4736 cm³)[8]
- Średnica cylindra × skok tłoka: 3,56" × 3,63" (90,4 × 92,2 mm)[9][20]
- Moc maksymalna (brutto): 275 KM (202 kW) przy 4800 obr./min[9][20][c]
- Maksymalny moment obrotowy: 333 stopofunty (451 Nm) przy 3200 obr./min[9][20]
- Stopień sprężania: 7,8:1[8]
- Gaźnik: dwugardzielowy[8]
- Skrzynia przekładniowa: manualna 3-biegowa z nadbiegiem, opcjonalnie automatyczna Flight-O-Matic[8]